# Otto Schaden
Otto J. Schaden (26 de agosto de 1937 - 23 de noviembre de 2015) fue un egiptólogo estadounidense.

## Labor
Director de las excavaciones en la tumba de Amenmeses de la Universidad de Memphis (Tennessee); también trabajó en la tumba de Amenmeses (KV10), en la zona principal del Valle de los Reyes, y despejó e investigó las tumbas WV23, WV24 y WV25, en el valle occidental.
El 8 de febrero de 2006 anunció, públicamente, que su equipo había descubierto la tumba KV63, aunque en realidad el hallazgo se hizo el 10 de marzo de 2005. Se trata de un «escondrijo» o cachette intacto; la primera tumba encontrada en el Valle de los Reyes desde el hallazgo de la tumba de Tutankamón (KV62), por Howard Carter, en 1922.